# Diargyria argyrodeixis
Diargyria argyrodeixis is een vlinder uit de familie uilen (Noctuidae). De wetenschappelijke naam van deze soort is voor het eerst geldig gepubliceerd in 2009 door Krüger.
De soort komt voor in tropisch Afrika.